# Klaus Mysen
Klaus Mysen (ur. 15 czerwca 1953 w Oslo) – norweski zapaśnik walczący w stylu klasycznym. Olimpijczyk z Los Angeles 1984, gdzie odpadł w eliminacjach w wadze średniej do 82 kg.
Brązowy medalista mistrzostw świata w 1985, czwarty w 1981. Siódmy w mistrzostwach Europy w 1984. Trzynaście razy na podium mistrzostw nordyckich w latach 1974 - 1986. Czwarty w Pucharze Świata w 1987 i 1989; piąty w 1982 roku.

## Letnie Igrzyska Olimpijskie 1984
| Konkurencja                  | Walki              | Walki                 | Klas. końcowa |
| Konkurencja                  | Pierwsza runda     | Druga runda           | Miejsce       |
| ---------------------------- | ------------------ | --------------------- | ------------- |
| styl klasyczny, waga średnia | Ion Draica (ROM) P | Sören Claeson (SWE) P | eliminacje    |